# Ебенсфельд
Ебенсфельд (нім. Ebensfeld) — громада в Німеччині, розташована в землі Баварія. Підпорядковується адміністративному округу Верхня Франконія. Входить до складу району Ліхтенфельс.
Площа — 68,73 км2. Населення становить 5598 ос. (станом на 31 грудня 2020).